# Julie-Marie Parmentier
Pour les articles homonymes, voir Parmentier.
Julie-Marie Parmentier, née le 13 juin 1981 à Saint-Quentin (Aisne), est une actrice et écrivaine[réf. nécessaire] française.

## Biographie

### Enfance et débuts
Julie-Marie Parmentier naît à Saint-Quentin, dans l'Aisne, le 13 juin 1981. À neuf ans, Julie-Marie Parmentier prend des cours de théâtre dans sa ville natale. Elle joue dans des pièces de Molière, Racine, Anouilh et pratique le théâtre de rue tout en poursuivant un cursus baccalauréat littéraire option théâtre.
Quand elle a quinze ans, Noémie Lvovsky, la fait jouer dans son premier long métrage, le téléfilm Petites, puis, l'année suivante, dans son nouveau film La vie ne me fait pas peur. Dès lors, l'adolescente tourne au cinéma sous la direction de Robert Guédiguian, Jean-Pierre Denis, Martin Provost, Dominique Cabrera et à la télévision sous la direction entre autres d'Emmanuelle Bercot, Paule Zajdermann, André Chandelle et Hervé Baslé.
À vingt-deux ans, elle joue Anna dans Le Jugement dernier. Cette pièce est le début de sa collaboration avec le metteur en scène André Engel pour qui elle joue Cordélia dans Le Roi Lear, la jeune fille dans Minetti (toutes deux aux côtés de Michel Piccoli) et Catherine dans La Petite Catherine de Heilbronn,. Elle sera nommée aux Molières.
Parallèlement, elle joue au théâtre avec Anne Dimitriadis ainsi qu'avec Michel Didym qui la met en scène dans un monologue, La Séparation des songes. Sa prestation est saluée par la critique et lui vaut le prix de la révélation théâtrale Jean-Jacques Gautier,,.

### Années 2010

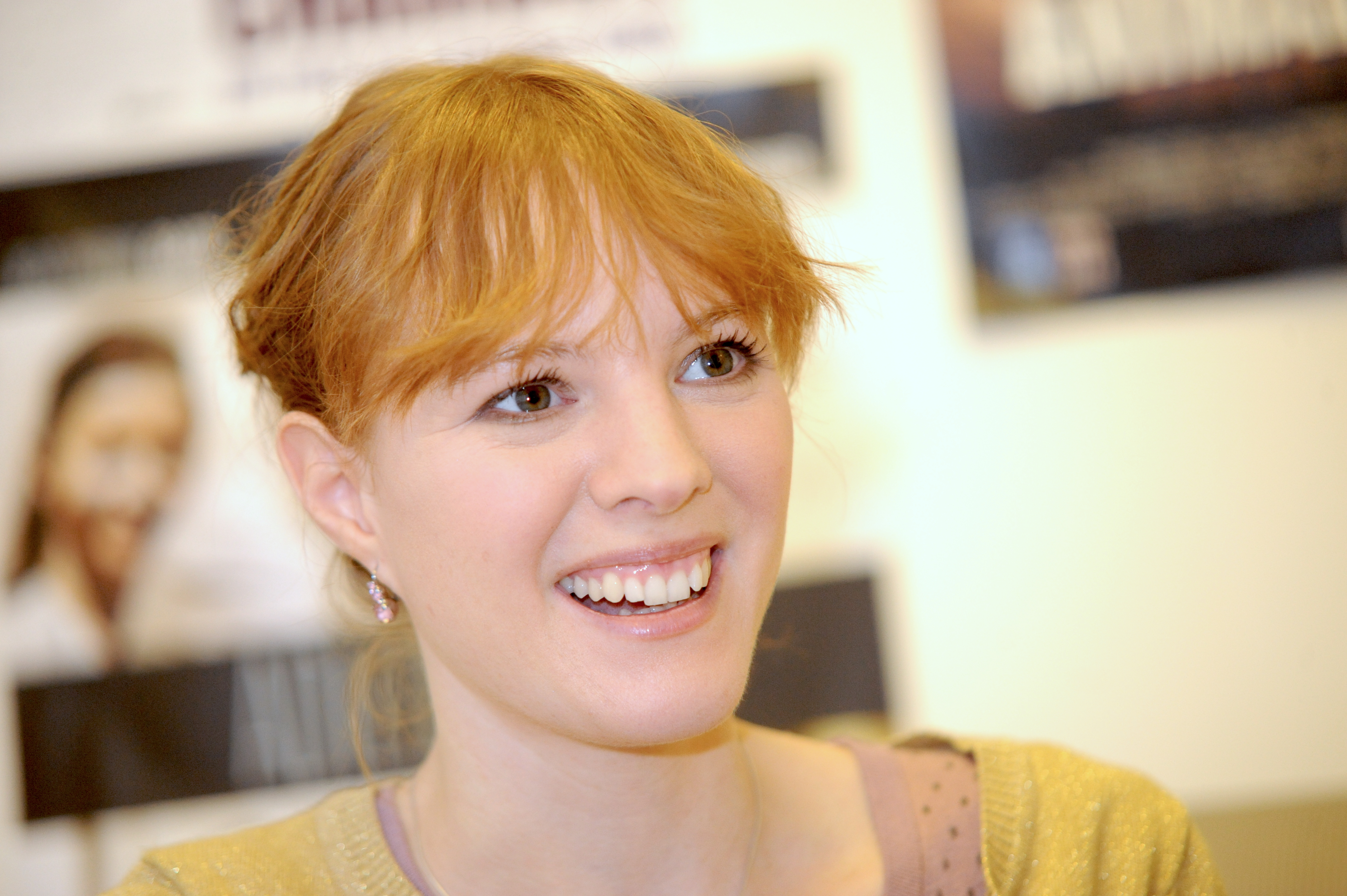
Julie-Marie Parmentier, le 15 novembre 2010 à Paris.

Julie-Marie Parmentier tourne pour le grand et le petit écran sous la direction de Kim Chapiron, Raoul Peck, Yves Boisset, Isild Le Besco, Jacques Rivette et en 2010 le rôle de No, une jeune fille sans abri dans No et moi réalisé par Zabou Breitman,.
Le 4 octobre 2010 elle est pensionnaire de Comédie-Française, et joue l'impératrice dans Les Habits neufs de l'empereur. En 2011, elle joue Camille dans On ne badine pas avec l'amour, mis en scène par Yves Beaunesne, puis est mise en scène par Jacques Lassalle dans L'École des femmes, où elle interprète Agnès.
En 2012, Julie-Marie Parmentier retrouve Dominique Cabrera et joue Honorine dans le film de Benoît Jacquot, Les Adieux à la reine. Elle enregistre un livre-audio pour lequel elle obtient le prix coup de cœur de l'Académie Charles Cros.
Après avoir quitté la Comédie-Française fin 2012, elle retrouve André Engel en octobre 2013 au théâtre national de Chaillot dans deux pièces d’Ödön von Horváth, et tourne dans le premier long métrage de Raphaël Neal : Fever. Elle tient le rôle principal féminin dans Évolution de Lucile Hadzihalilovic, et joue aux côtés de Grégory Gadebois et Romain Duris dans le premier long métrage d'Emmanuel Courcol : Cessez-le-feu.
Au théâtre, elle joue aux côtés de Gérard Darmon dans une captation en direct pour France 2 : Vous êtes mon sujet, une pièce écrite expressément par Didier van Cauwelaert et mise en scène par Alain Sachs.
Julie-Marie Parmentier joue pour le petit écran, avec le premier rôle aux côtés de Bernard Campan dans Presque comme les autres de Renaud Bertrand. Le film est adapté du livre écrit par Gersende Perrin et Francis Perrin, Louis, pas à pas, qui retrace leur combat pour leur enfant autiste.
Catherine Hiegel la met en scène dans Les Femmes Savantes au théâtre de la Porte Saint Martin, et tourne avec Noémie Lvovsky dans Demain et tous les autres jours, en 2017.
En 2018, Julie-Marie Parmentier joue dans La Révolte, une pièce de Villiers de L'Isle Adam, mis en scène par Charles Tordjman, au théâtre de Poche Montparnasse,.

### Diversification
À partir de 2010, elle enregistre des pièces radiophoniques pour France Culture, telle que Shadow Houses de Mathieu Bertholet, mise en scène par Alexandre Plank pour le Festival D'Avignon.
En 2012, Julie-Marie Parmentier est la récitante du Lac des cygnes de Tchaikovsky, à la Salle Pleyel, sous la direction du chef d'orchestre Vladimir Spivakov.
Elle donne des lectures de textes philosophiques, et interprète Fantine dans Les Misérables et le rôle de Jane Eyre, dans la pièce éponyme, toujours pour France Culture,.
En 2018, elle joue le rôle de Wendy, jeune et âgée, dans Peter Pan de James Barrie, dans un concert-fiction réalisé par Christophe Hoché.
En 2018, elle arrête sa carrière d'actrice, par lassitude des rôles qui lui étaient proposés, et se consacre entièrement à son époux. Ce dernier, qu'elle a rencontré quand ils avaient 16 ans et avec lequel elle s'est mariée à 19 ans, est autiste Asperger et a en permanence besoin d'elle. Sur les réseaux sociaux, elle poste des vidéos dans lesquelles elle lit des textes évoquant son vécu artistique.

## Théâtre

### Hors Comédie-Française
- 2003 : Le Jugement dernier d'Ödön von Horváth, mise en scène André Engel, Odéon-Théâtre de l'Europe Ateliers Berthier
- 2004 : Le Jugement dernier d'Ödön von Horváth, mise en scène André Engel, Théâtre La Criée
- 2005, 2007 : Le Roi Lear de William Shakespeare, mise en scène André Engel, Odéon-Théâtre de l'Europe Ateliers Berthier, tournée et reprise : Cordélia
- 2007 : Le Jugement dernier d'Ödön von Horváth, mise en scène André Engel, Odéon-Théâtre de l'Europe Ateliers Berthier
- 2007 : Les Folles d'enfer de la Salpêtrière de Mâkhi Xenakis, mise en scène Anne Dimitriadis, MC93 Bobigny
- 2008, 2009 : La Petite Catherine de Heilbronn d'Heinrich von Kleist, mise en scène André Engel, Odéon-Théâtre de l'Europe Ateliers Berthier : La Petite Catherine[22]
- 2008 : Minetti de Thomas Bernhard, mise en scène André Engel, Théâtre de Vidy : La Jeune Fille
- 2009 : Minetti de Thomas Bernhard, mise en scène André Engel, Théâtre national de la Colline, Comédie de Reims, TNP Villeurbanne, MC2, Théâtre du Nord, Théâtre national de Toulouse Midi-Pyrénées : La Jeune Fille
- 2009 : Monologue La Séparation des songes de Jean Delabroy, mise en scène Michel Didym, Théâtre Ouvert
- 2013 : La Double Mort de l'horloger d'Ödön von Horváth, mise en scène André Engel, Théâtre national de Chaillot
- 2015 : Vous êtes mon sujet de Didier van Cauwelaert, mise en scène Alain Sachs, théâtre de La Garenne Colombes. Création exceptionnelle pour une captation en direct sur France 2.
- 2016 : Les Femmes savantes de Molière, mise en scène Catherine Hiegel au théâtre de la Porte-Saint-Martin.
- 2018 : La Révolte d'Auguste de Villiers de L'Isle-Adam, mise en scène Charles Tordjman, théâtre de Poche-Montparnasse[23]

### À la Comédie-Française
- 2010 : Les Habits Neufs De L'Empereur d'Andersen, mise en scène Jacques Allaire, Studio-Théâtre, L'Impératrice
- 2011 : On ne badine pas avec l'amour d'Alfred de Musset, mise en scène Yves Beaunesne, Théâtre du Vieux-Colombier : Camille
- 2011 : L'Avare de Molière, mise en scène Catherine Hiegel, Salle Richelieu : Elise
- 2011-2012 : L'École des femmes de Molière, mise en scène Jacques Lassalle, Salle Richelieu, : Agnès
- 2012 : Le Malade imaginaire de Molière, mise en scène Claude Stratz, Théâtre Éphémère, Angélique

## Filmographie

### Cinéma

#### Longs métrages
- 1998 : La vie ne me fait pas peur de Noémie Lvovsky
- 1999 : La ville est tranquille de Robert Guédiguian
- 2000 : Les Blessures assassines de Jean-Pierre Denis
- 2001 : Marie-Jo et ses deux amours de Robert Guédiguian
- 2002 : Le Ventre de Juliette de Martin Provost
- 2003 : Folle Embellie de Dominique Cabrera
- 2005 : Sheitan de Kim Chapiron
- 2006 : Charly d'Isild Le Besco
- 2009 : 36 vues du pic Saint-Loup de Jacques Rivette
- 2010 : Les Petits Ruisseaux de Pascal Rabaté
- 2010 : No et moi de Zabou Breitman
- 2011 : Les Neiges du Kilimandjaro de Robert Guédiguian
- 2012 : Les Adieux à la reine  de Benoît Jacquot
- 2014 : Fever de Raphaël Neal
- 2015 : Évolution de Lucile Hadzihalilovic
- 2016 : Les Visiteurs : La Révolution de Jean-Marie Poiré
- 2017 : Cessez-le-feu d'Emmanuel Courcol
- 2017 : Demain et tous les autres jours de Noémie Lvovsky

#### Courts métrages
- 1998 : Comme neige au soleil de Louise Thermes
- 2000 : La Tête sous l'eau d'Olivier Hemon et Malika Saci
- 2001 : Sables mouvants de Stéphane Gisbert
- 2005 : Le Regard d'un enfant d'Isild Le Besco
- 2005 : Voyage au coin de la rue d'Isild Le Besco (documentaire sur le quartier du Marais)
- 2006 : Sofia de Bojina Panatoyova
- 2007 : Le Keus de Julien Izard
- 2008 : Mao est mort de Mehdi El Glaoui
- 2012 : Géraldine, je t'aime d'Emmanuel Courcol
- 2013 : Entre lui et moi d'Olivier Dujols

### Télévision
- 1997 : Petites de Noémie Lvovsky : Stella
- 1998 : Le Choix d'Élodie d'Emmanuelle Bercot : Anne
- 1998 : Le Boiteux : Baby blues de Paule Zajdermann : Jasmine Troney
- 1999 : Les Hirondelles d'hiver d'André Chandelle : Hérisson
- 1999 : Beauté Fatale de Sylvie Meyer
- 2000 : Duelles - C'est Lui  de Laurence Katrian
- 2001 : Les Alizés de Stéphane Kurc
- 2002 : Le Champ dolent de Hervé Baslé
- 2004 : Le juge est une femme, épisode Feu, le Soldat du Feu  de Christian Bonnet
- 2005 : L'Affaire Villemin de Raoul Peck
- 2006 : Le Roi Lear de Don Kent : Cordelia
- 2007 : Monsieur Joseph d'Olivier Langlois : Tina
- 2007 : Les Vacances de Clémence de Michel Andrieu
- 2007 : Clémentine de Denys Granier-Deferre
- 2008 : Tirez sur le caviste collection Suite noire d'Emmanuelle Bercot
- 2008 : Entre mère et fille de Joëlle Goron
- 2008 : L'Affaire Salengro de Yves Boisset
- 2009 : Madeleine (documentaire) d'Aurélien Lévêque
- 2012 : Rapace de Claire Devers
- 2012 : Ça ne peut pas continuer comme ça  de Dominique Cabrera
- 2014 : Les Trois Silences de Laurent Herbiet
- 2015 : Malaterra de Jean-Xavier de Lestrade et Laurent Herbiet
- 2015 : Presque comme les autres de Renaud Bertrand

### Clips
- 2007 : Stéphanie de Pierre Guimard, réalisé par Mark Maggiori
- 2012 : J'ai peur des filles de Benoit Carré, réalisé par Benoît Pétré

## Livres audio
- Prodigieuses Créatures de Tracy Chevalier, Éditions Gallimard - Nova Spot, Paris, 2012

## Radio
- 2010 : Théâtre Ouvert : Meeting with Hammett de Michel Deutsch, lecture radiophonique pour France Culture, mise en scène Cédric Aussir
- 2010 : Festival d'Avignon : Shadow Houses de Mathieu Bertholet, lecture radiophonique pour France Culture, mise en scène Alexandre Plank
- 2011 : Palais de Tokyo : La Critique de l'école des objets d'Alexandre Singh, lecture radiophonique pour France Culture, mise en scène Alexandre Singh
- 2012 : récitante du Lac des cygnes de Tchaikovsky, texte de Jean Rouaud, chef d'orchestre Vladimir Spivakov, Salle Pleyel, France Culture et France Musique
- 2012 : Les Misérables : rôle de Fantine (France Culture)
- 2012-2013 : Le Gai Savoir : lectures de textes philosophiques pour Raphaël Enthoven France Culture
- 2013 : L'Amitié dangereuse : lectures de textes philosophiques pour Raphaël Enthoven Odéon-Théâtre de l'EuropeFrance Culture
- 2014-2015 : Le Gai Savoir et Le Pouvoir imaginaire : lectures de textes philosophiques pour Raphaël Enthoven France Culture
- 2015 : Jane Eyre de Charlotte Brontë, rôle de Jane Eyre, réalisation Juliette Heymann, pour France Culture[24],[25]
- 2018 : Peter Pan de James Barrie, rôle de Wendy jeune et âgée (narratrice), réalisation Christophe Hoché, concert-fiction pour France Culture

## Divers
- 2000 : campagne gouvernementale d'information sur le SIDA par Claire Denis, ministère de l'Emploi et de la Solidarité
- 2001-2002 : membre de la commission des aides à la production du CNC avant réalisation de films de court métrage

## Distinctions

### Récompenses
- Festival international du film de Locarno 1998 : Léopard d'argent pour La vie ne me fait pas peur
- Festival international du film de Mar del Plata 2001 : meilleure actrice pour Les Blessures assassines
- Festival international du film d'amour de Mons 2001 : meilleure actrice pour Les Blessures assassines
- Prix Jean-Jacques-Gautier 2010

 (novembre 2024).
Si vous disposez d'ouvrages ou d'articles de référence ou si vous connaissez des sites web de qualité traitant du thème abordé ici, merci de compléter l'article en donnant les références utiles à sa vérifiabilité et en les liant à la section « Notes et références ».
- Prix de l'Académie Charles-Cros 2013 : Prix coup de cœur pour l'enregistrement du livre audio Prodigieuses créatures de Tracy Chevalier

 (novembre 2024).
Si vous disposez d'ouvrages ou d'articles de référence ou si vous connaissez des sites web de qualité traitant du thème abordé ici, merci de compléter l'article en donnant les références utiles à sa vérifiabilité et en les liant à la section « Notes et références ».

### Nominations
- César 2001 : meilleur espoir féminin pour Les Blessures assassines
- Molières 2008 : révélation théâtrale pour La Petite Catherine de Heilbronn